# Spencer Nelson
Spencer Howells Nelson (Pocatello, 11 luglio 1980) è un allenatore di pallacanestro ed ex cestista statunitense naturalizzato azero.
Era un'ala grande dotata di aggressività e buon tiro.

## Carriera
Da giovane trascorre due anni in una missione religiosa. Nel 2002 gioca a basket nel college di Utah State, dove ha avuto modo di maturare diventando, dopo due anni il cardine della squadra.
Nel 2005 approda in Germania al GHP Bamberg, dove ha mostrato le sue doti in Eurolega. Dopo una stagione a Treviso, viene messo sotto contratto dalla Fortitudo Bologna nel luglio 2007.
Spencer è un membro della Chiesa Mormone, è sposato con Julia e hanno 4 bambini.

## Palmarès

### Squadra
- Supercoppa italiana: 1

Pall. Treviso: 2006
- Supercoppa italiana: 1 (revocato)

Mens Sana Siena: 2013
- Coppa Italia: 1

Pall. Treviso: 2007

### Individuale
- MVP Coppa Italia Serie A: 1

Pall. Treviso: 2007